# 分子電子遷移
分子電子遷移（ぶんしでんしせんい、英: molecular electronic transition）は、分子中の電子があるエネルギー準位からより高いエネルギー準位へ励起した時に起こる。この遷移に関連するエネルギー変化は、分子の構造に関する情報から与えられ、色といった多くの分子の性質を決定する。電子遷移に関与するエネルギーと放射の周波数との間の関係はプランクの関係によって与えられる。

## 有機分子およびその他の分子
有機化合物およびその他の一部の化合物における電子遷移は紫外・可視分光法によって決定することができる。この分光法からは、化合物に存在する電磁スペクトルの紫外（UV）あるいは可視領域における遷移が得られる。σ結合のHOMOを占有する電子はσ結合のLUMOに励起することができる。この過程はσ → σ*遷移と表わされる。同様に、π結合性軌道から反結合性π*軌道への電子の遷移はπ → π*遷移と表わされる。nで示される自由電子対を持つ助色団は、芳香族性π結合遷移と同じように独自の遷移を持つ。こういった検出可能な電子遷移を経ることができる分子の部分は、こういった遷移が電磁放射（光）を吸収し、これが電磁スペクトルのどこかで色として知覚されうるため、発色団と呼ばれうる。以下の分子電子遷移が存在する。
- σ → σ*
- π → π*
- n → σ*
- n → π*
- 芳香族性π → 芳香族性π*

これらの割り当てに加えて、電子遷移はそれらに関連したいわゆるバンドも有する。以下のバンドが定義されている: Rバンド（ドイツ語のradikalartig〔ラジカル様〕から）、Kバンド（ドイツ語のKonjugierte〔共役した〕から）、Bバンド（benzoic〔ベンゼンの〕から）、Eバンド（ethylenic〔エチレンの〕から）。例えば、エタンの吸収スペクトルは135 nmにσ → σ*遷移を示し、水の吸収スペクトルは167 nmに吸光係数7,000のn → σ*を示す。ベンゼンは3つの芳香族π → π*遷移を持つ。これらはそれぞれ吸光係数60,000、8,000、215を持つ180および200 nmの2つのEバンドと255 nmの1つのBバンドである。これらの吸収は、電子遷移が分子のその他のエネルギー準位（振動準位、回転準位）と重ね合わされているため、狭いバンドではなく一般的に広がったピークである。

## 溶媒効果
溶液中の分子の電子遷移は溶媒の種類に強く依存し、深色移動と浅色移動が起こりうる。

## 線スペクトル
スペクトル線は原子電子遷移と関連しており、多原子気体は独自の吸収バンド系を持つ。